# شرکت راه‌آهن ملی بلژیک

نقشه خطوط ریلی بلژیک

شرکت راه‌آهن ملی بلژیک (هلندی: Nationale Maatschappij der Belgische Spoorwegen) یک شرکت دولتی در کشور بلژیک است که مالک و گرداننده ترابری ریلی در این کشور است.
این شرکت در سال ۱۹۲۶ تأسیس شده و مقر آن در شهر بروکسل است. شرکت راه‌آهن ملی بلژیک در کشورهای فرانسه، هلند و انگلستان نیز فعالیت می‌کند.